# Lycaena mariposa
Lycaena mariposa is een vlinder uit de familie van de Lycaenidae. De wetenschappelijke naam van de soort is voor het eerst geldig gepubliceerd in 1866 door Tryon Reakirt.

## Ondersoorten
- Lycaena mariposa mariposa
  - = Polyommatus zeroe Boisduval, 1869
- Lycaena mariposa charlottensis (Holland, 1931)
- Lycaena mariposa penroseae Field, 1938